# بیورد کاتی
بیوَرد یا بیوَرد کاتی در شاهنامه نام یک دلاور تورانی است. بیورد بر اساس روایت شاهنامه در نبرد هماون به یاری پیران آمده بود. فردوسی در بیت زیر، از بیورد، نام برده‌است:
| ز سقلاب چون کندر شیرمرد |  | چو بیورد کاتی سپهر نبرد |

## بیورد در شاهنامه
بیورد در جنگ هماون، در سپاه خاقان‌چین است. جنگ کاموس و خاقان چین مربوط بدوران کیکاووس است و هنوز کیخسرو در توران بسر می‌برد. اراده کیکاووس برای فتح کشورها و سرزمین‌های کوچک پیرامون خویش بویژه اقوام صحراگرد مهاجم شمالی ، اینک پس از جنگ مازندران و هاماوران سپاه ایران را به جنگ کوه هماون سر گرم نموده است. در این نبرد طوس و گودرز شکست‌های نسبتاً کاری محتمل شده‌اند در واقع حریف کاموس و خاقان چین دو پیشوای صحراگردان نیستند و امید دارند تا رستم از زابل آید تا سرنوشت جنگ تغییر یابد. سپاه ایران در کوه‌هماون سنگر گرفته و سپاه بیشمار خاقان‌چین در دشت و اراضی پائین دست آن، خاقان متحد افراسیاب از پیران می‌خواهد تا از خیمه‌گاه بیرون روند و وضعیت سپاه ایران را از نزدیک بررسی نمایند. در این گشت و تفحص بیورد همراه و در رکاب خاقان چین است:
| چو کاموس و منشور و خاقان چین |  | چو بیورد و چون شنگل بافرین |
| نظاره به کوه همان شدند       |  | نه بر آرزو پیش دشمن شدند   |
| چو از دور خاقان چین بنگرید   |  | خروش سواران ایران بدید     |